# Terwagne
Terwagne is een dorp in de Belgische provincie Luik en een deelgemeente van Clavier. Tot 1 januari 1977 was het een zelfstandige gemeente. Terwagne telt ongeveer 380 inwoners.

## Demografische ontwikkeling
- Bronnen:NIS, Opm:1831 tot en met 1970=volkstellingen, 1976= inwoneraantal op 31 december

## Galerij

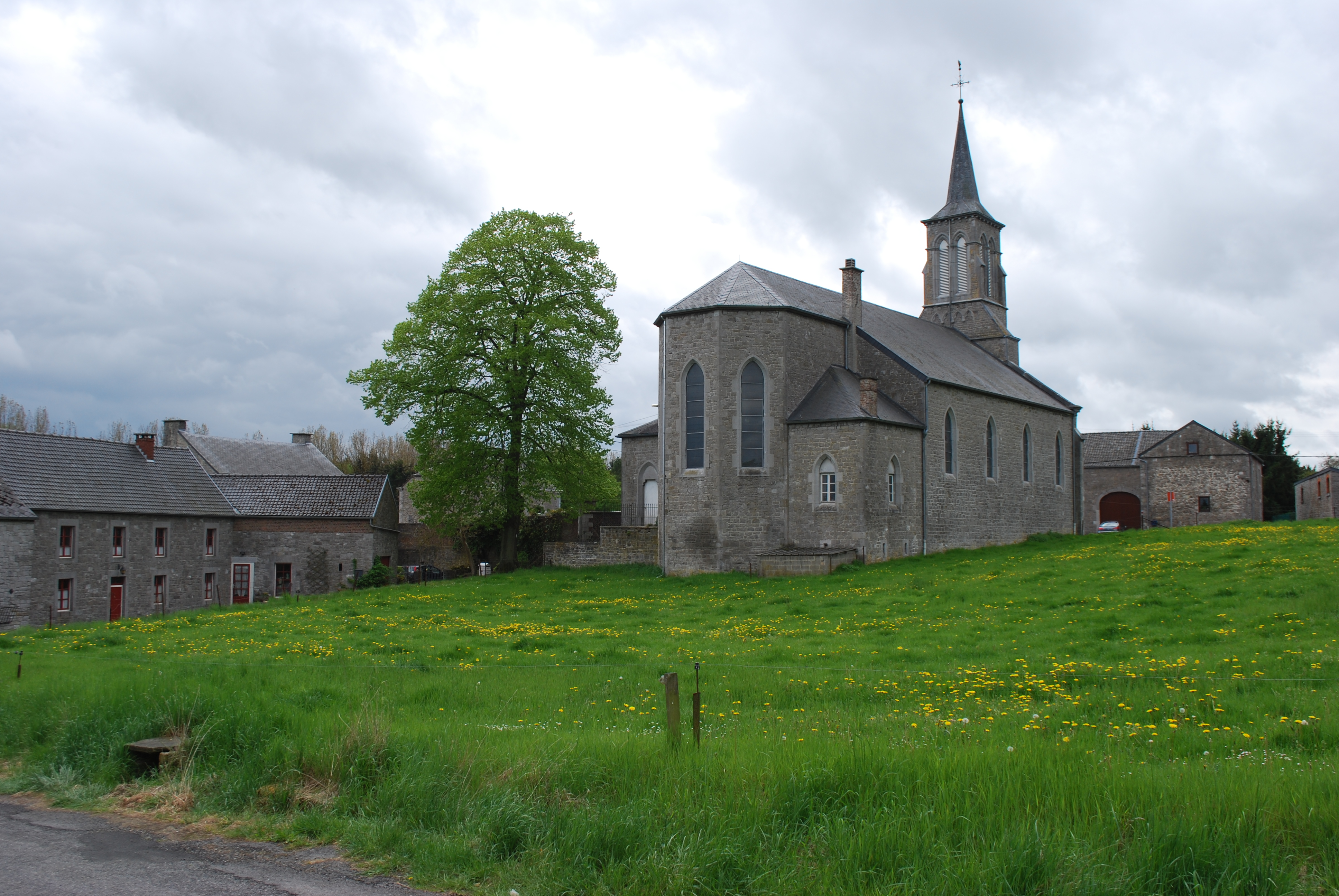
Sint-Hubertuskerk
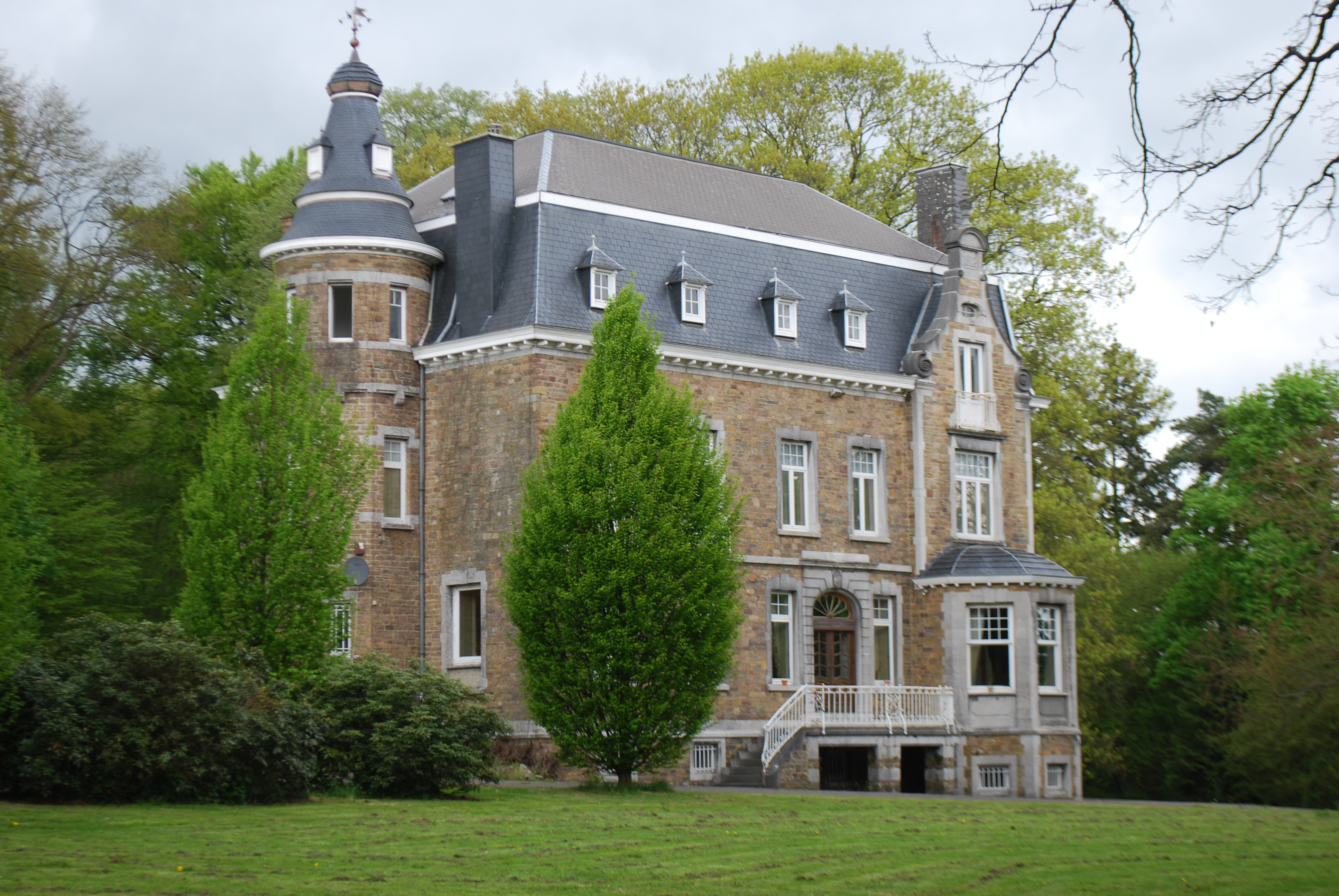
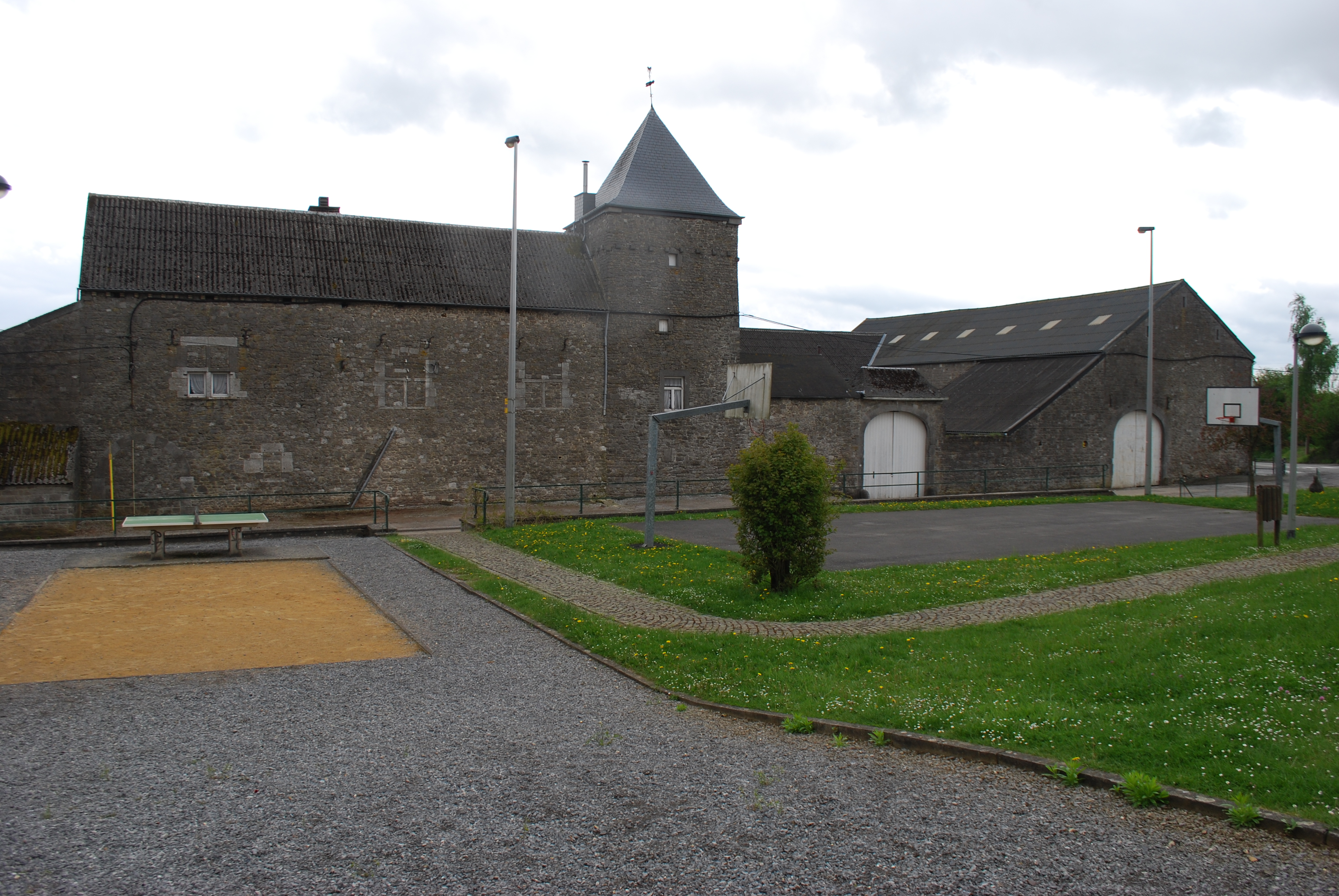
Ferme Les Dames Blanches
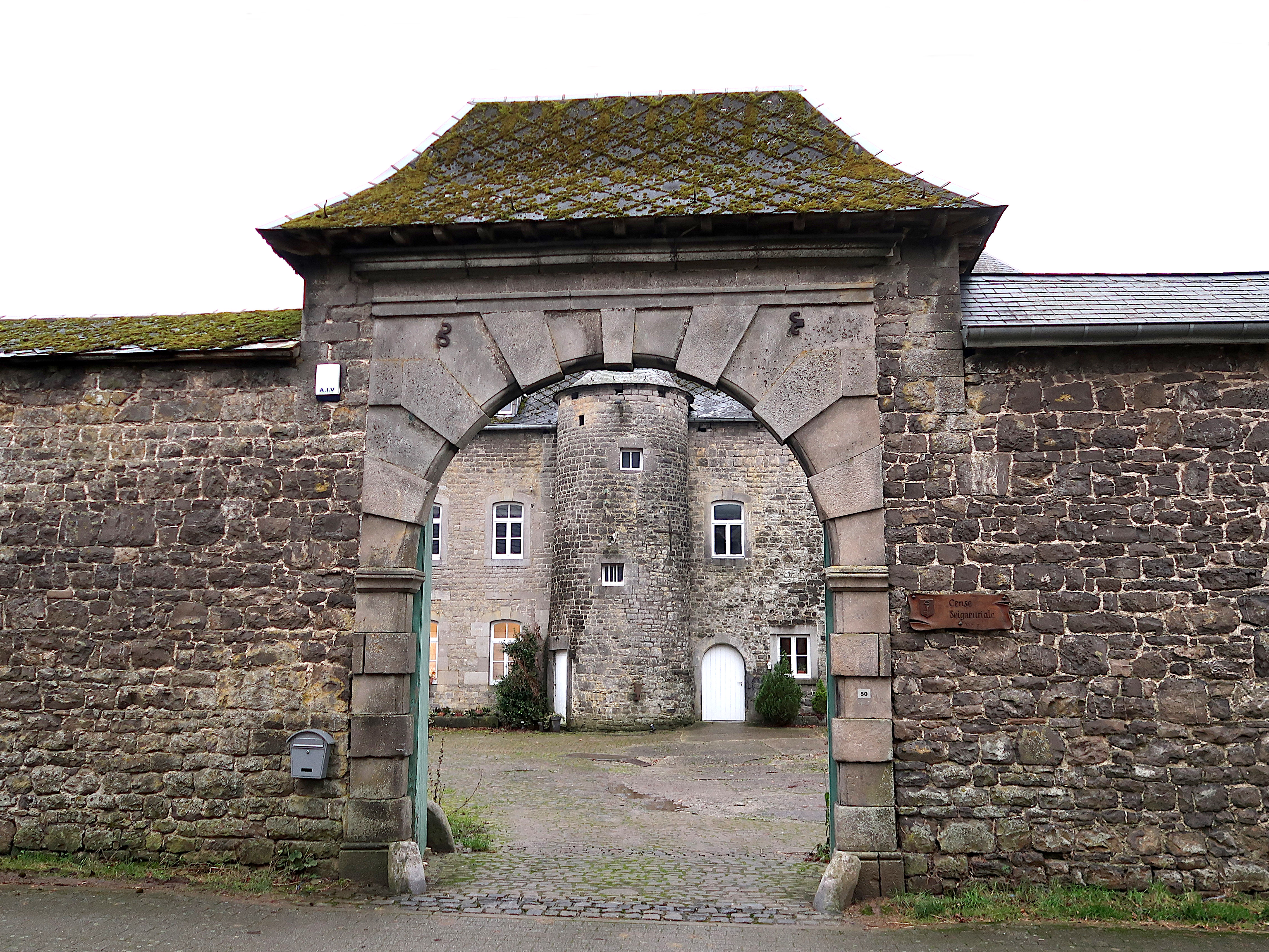
Cense Seigneuriale
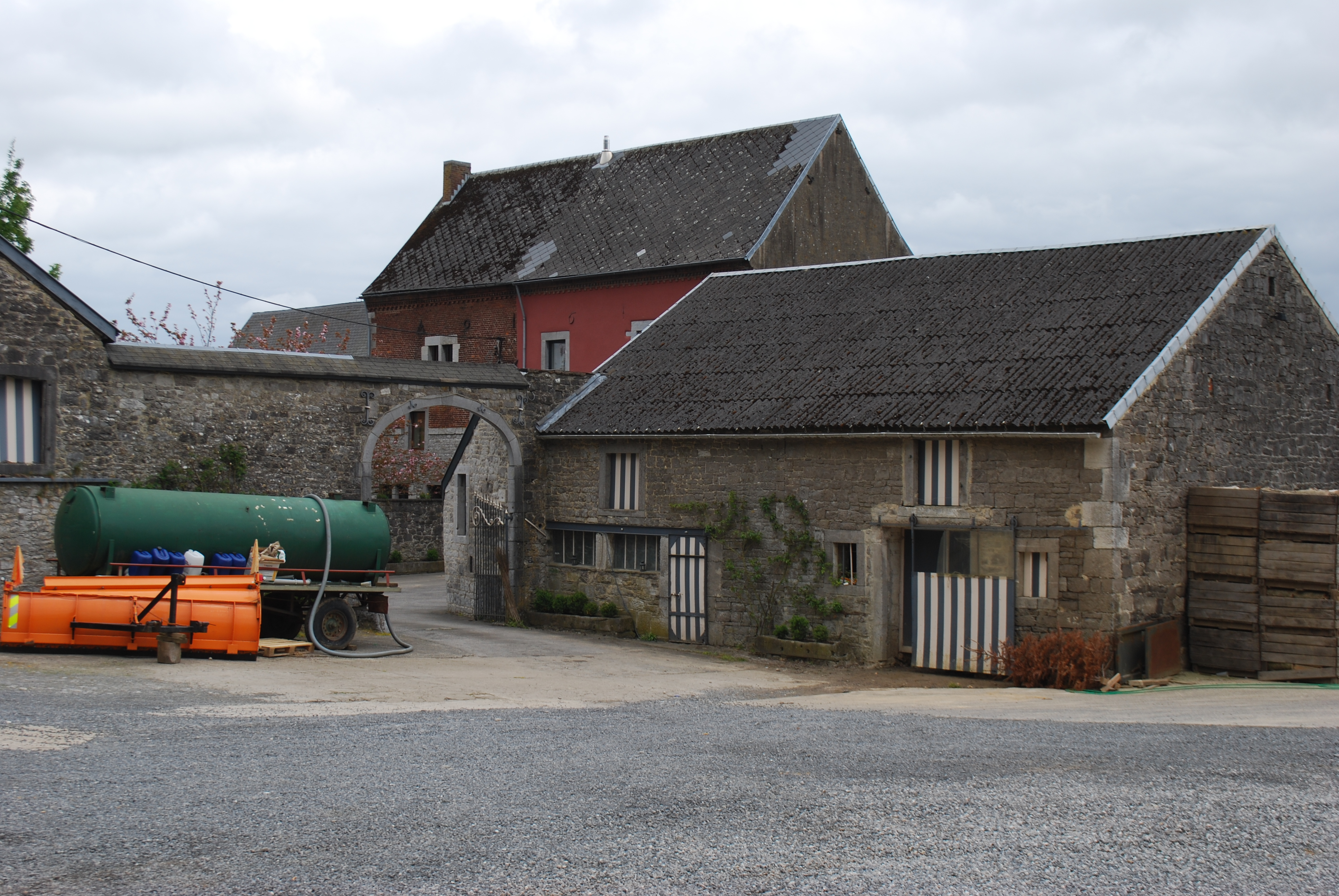
Cense de Gueldre (Cense Proemen)

Deelgemeenten: Bois-et-Borsu · Clavier · Les Avins · Ocquier · Pailhe · Terwagne

Overige dorpen en gehuchten: Amas · Atrin · Bois · Borsu · Clavier-Station · Ochain · Odet · Pair · Petit Avin · Saint-Fontaine · Vervoz 

Belgische gemeenten · arrondissement Hoei · provincie Luik · Wallonië